# KTM 450 SX-F
La 450 SX-F est un modèle 4 temps de motocyclette du constructeur KTM.

## informations complémentaires
- Graissage Sous pression, 2 pompes Eaton
- Graissage du Moteur 1,3 l Motorex Power Synt 4T 10W50
- Transmission primaire : 29:74
- Transmission finale : 14:52
- Allumage : Kokusan digital DC-CDI
- Démarrage : Électrique
- Boucle arrière de cadre : Aluminium 7020
- Guidon : Renthal Aluminium Ø 28/22 mm
- Chaîne : à joints X 5/8 x 1/4" |
- Silencieux : Aluminium
- Garde au sol : 380